# Ubezpieczenia społeczne
Ubezpieczenia społeczne – ubezpieczenia, których celem jest zapewnienie bezpieczeństwa socjalnego osobom, które z powodu zajścia określonych przez prawo zdarzeń losowych (np. choroba, kalectwo, ciąża, starość) nie mogą utrzymać się z własnej pracy. Wypłaty świadczeń z tych ubezpieczeń mogą mieć charakter krótkoterminowy, długoterminowy lub dożywotni. Obok pomocy społecznej i zaopatrzenia społecznego stanowią podstawowy instrument polityki socjalnej państwa.

## Historia
System ubezpieczeń społecznych, mający w I poł. XIX w. charakter dobrowolny, stopniowo stawał się elementem działalności państwa. Przodowały w tej sferze Niemcy, gdzie kanclerz Otto von Bismarck przyjął tezy Stowarzyszenia Polityki Społecznej (Verein für Sozialpolitik), głoszącego „socjalizm z katedry”. Dzięki Bismarckowi stworzony został w latach 80. XIX w. system obowiązkowego ubezpieczenia robotników na wypadek choroby i niezdolności do pracy oraz ustanowiono prawo do emerytury i renty inwalidzkiej. Ubezpieczenia społeczne były finansowane w części przez robotników, pracodawców, samorządy lokalne i państwo.
System ubezpieczeń społecznych był stopniowo przyjmowany przez inne kraje europejskie (Belgię, Francję, Holandię, Rosję). W Anglii, poza innymi formami ubezpieczeń socjalnych, od 1911 r. wprowadzano zasiłki dla bezrobotnych. Rozwój ubezpieczeń dowodził ingerencji państwa w kwestie społeczne. Jej przesłanką była chęć zachowania pokoju społecznego w warunkach narastającej siły związków zawodowych.
W okresie międzywojennym wprowadzono obowiązkowe ubezpieczenia społeczne w większości państw europejskich i w USA.

## Ubezpieczenia społeczne w Polsce
Rodzaje ubezpieczeń społecznych ze względu na rodzaj zdarzeń objętych ochroną ubezpieczeniową:
- Ubezpieczenie emerytalne – przedmiotem ochrony jest osiągnięcie ustalonego wieku przez ubezpieczonego
- Ubezpieczenie rentowe – przedmiotem ochrony jest niezdolność do pracy lub śmierć żywiciela rodziny
- Ubezpieczenie chorobowe – przedmiotem ochrony jest niezdolność do pracy wywołana chorobą, rodzicielstwem lub koniecznością opieki nad członkiem rodziny
- Ubezpieczenie wypadkowe – przedmiotem ochrony jest niezdolność do pracy wywołana zdarzeniem zakwalifikowanym jako wypadek przy pracy lub choroba zawodowa

Podstawowymi aktami prawnymi dotyczącymi ubezpieczeń społecznych są: ustawa z dnia 13 października 1998 r. o systemie ubezpieczeń społecznych (Dz.U. z 2025 r. poz. 350) oraz ustawa z dnia 20 grudnia 1990 r. o ubezpieczeniu społecznym rolników (Dz.U. z 2025 r. poz. 197).
- Zakład Ubezpieczeń Społecznych (ZUS) – podstawowy organ zarządzający systemem powszechnych ubezpieczeń społecznych, obsługuje Fundusz Ubezpieczeń Społecznych (FUS), a pośrednio także otwarte fundusze emerytalne
- Kasa Rolniczego Ubezpieczenia Społecznego (KRUS) – organ zarządzający systemem ubezpieczeń społecznych rolników i ich rodzin

## Ubezpieczenia społeczne za granicą

### Stany Zjednoczone
W Stanach Zjednoczonych programy, które spełniają tę definicję obejmują: Social Security, Medicare, Pension Benefit Guaranty Corporation  (PBGC), kolejowy program emerytalny (ang. railroad retirement) i sponsorowany przez państwo program ubezpieczeń na wypadek bezrobocia (ang. Unemployment compensation).

### Kanada
Canada Pension Plan (CPP) jest społecznym programem ubezpieczeń w Kanadzie.